# Pavel Josef Kratochvíla
D. Pavel Josef Kratochvíla, O.Praem. (14. dubna 1924, Velká Bíteš – 16. března 1992) byl český (resp. moravský) římskokatolický duchovní, novoříšský premonstrát, perzekvovaný v době komunistického režimu.
Absolvoval obchodní akademii, po maturitě v roce 1944 musel na nucené práce do Německa. Po skončení druhé světové války vstoupil do premonstrátského řádu, slavné sliby složil 3. listopadu 1949. Jako student žil ve strahovském premonstrátském klášteře, odkud byl v rámci Akce K internován do Broumova. Kněžské svěcení přijal tajně v Bratislavě v roce 1951. Poté musel narukovat k PTP, kde sloužil do roku 1953.
Pracoval v brněnské Zbrojovce a snažil se pokračovat v řeholním životě. Byl z tohoto důvodu spolu s dalšími spolubratry v roce 1957 uvězněn, amnestován byl roku 1960.
Až do roku 1969 pracoval na stavbách, ve veřejné duchovní správě mohl působit až od roku 1969. Byl kaplanem v Jihlavě a poté ve Žďáru nad Sázavou. V letech 1978 až 1990 byl administrátorem v Mikulčicích a v Lužici. Poté kvůli svému zdravotnímu stavu odešel do charitního domova pro kněze v Moravci.